# Roger Franzoni
Pour les articles homonymes, voir Franzoni.
 (mai 2025).
Roger Franzoni, né le 1er février 1920 à Bastia (Corse) et mort le 2 novembre 2008 dans le 14ème arrondissement de Paris, est un homme politique français.

## Détail des fonctions et des mandats
Mandats parlementaires
- 3 mai 1992 - 1er avril 1993 : Député de la 1re circonscription de la Haute-Corse
- 5 juillet 1997 - 18 juin 2002 : Député de la 1re circonscription de la Haute-Corse